# Gran Premi de Chambéry
El Gran Premi de Chambéry és una cursa ciclista d'un dia, de categoria femenina francesa, que es disputa anualment a Chambéry (Savoia). Forma part del calendari de la Copa de França.

## Palmarès
| Any  | Vencedora              | Segona                 | Tercera           |         |
| ---- | ---------------------- | ---------------------- | ----------------- | ------- |
| 2003 | Sophie Creux           | Jeannie Longo          | Virginie Moinard  |         |
| 2004 | Melissa Holt           | Jeannie Longo          | Marina Jaunâtre   |         |
| 2005 | Sophie Creux           | Fanny Riberot          | Alna Burato       |         |
| 2006 | Magali Mocquery        | Sophie Creux           | Sylvie Riedle     |         |
| 2007 | Magali Mocquery        | Fanny Riberot          | Maaris Meier      |         |
| 2008 | Sophie Creux           | Modesta Vžesniauskaitė | Anna Zugno        |         |
| 2009 | Modesta Vžesniauskaitė | Noemi Cantele          | Nicole Brändli    |         |
| 2010 | Sophie Creux           | Edwige Pitel           | Martina Růžičková |         |
| 2011 | Sophie Creux           | Élodie Hegoburu        | Edwige Pitel      |         |
| 2012 | Alexia Muffat          | Élodie Hegoburu        | Béatrice Thomas   |         |
| 2013 | Nicole Hanselmann      | Stéffi Jamoneau        | Élodie Hegoburu   |         |
| 2014 | Amélie Rivat           | Sophie Creux           | Marion Sicot      |         |
| 2015 | Manon Souyris          | Amélie Rivat           | Soraya Paladin    |         |
| 2016 | Marjolaine Bazin       | Juliette Labous        | Daniela Reis      |         |
| 2017 | Annabelle Dreville     | Séverine Eraud         | Ophélie Fenart    |         |
| 2018 | Manon Souyris          | Nguyễn Thị Thật        | Évita Muzic       |         |
| 2019 | Katia Ragusa           | Teniel Campbell        | Marie Gielen      |         |
| 2020 | suspesa                | suspesa                | suspesa           | suspesa |
| 2021 | Gladys Verhulst        | Giorgia Bariani        | Debora Silvestri  |         |
| 2022 | Brodie Chapman         | Victorie Guilman       | Cristina Tonetti  |         |
| 2023 | Victorie Guilman       | Erica Magnaldi         | Évita Muzic       |         |
| 2024 | Lore De Schepper       | Évita Muzic            | Erica Magnaldi    |         |
| 2025 |                        |                        |                   |         |